# Sollicitudo Rei Socialis
Sollicitudo Rei Socialis (Latijn voor: Over de sociale zorg) is de zevende encycliek van paus Johannes Paulus II en werd gepubliceerd op 30 december 1987
Ze handelt over de ontwikkeling van de mens en de samenleving, twintig jaar na Populorum Progressio van paus Paulus VI.